# یاتسکووو دولنه
یاتسکووو دولنه (به لاتین: Jackowo Dolne) یک روستا در لهستان است که در گمینا سومیانکا واقع شده‌است.